# Eureiandra somalensis
Eureiandra somalensis är en gurkväxtart som först beskrevs av Emilio Chiovenda, och fick sitt nu gällande namn av Charles Jeffrey. Eureiandra somalensis ingår i släktet Eureiandra och familjen gurkväxter. Inga underarter finns listade i Catalogue of Life.